# Pierra Vejjabul
Doktor Pierra Vejjabul, auch Pian Wechabul (Thai: เพียร เวชบุล; * 27. November 1909 in Lampang; † 20. April 1984), war eine der ersten Ärztinnen Thailands sowie eine Pionierin auf dem Gebiet der Sozialreform. Nach Erwerb des Doktortitels begann sie mit umfangreichen Aufklärungskampagnen, um die Rate der Mutterschaft Minderjähriger zu senken,  thailändischen Frauen den Zugang zu Bildung zu ermöglichen und die medizinische Versorgung von Müttern und Kindern zu verbessern. Im Jahr 1938 gründete sie die Pierra Maternity & Child Welfare Foundation, die sich insbesondere um unverheiratete Mütter und deren Kinder kümmerte. Auch brachte sie mit Mutter und Kind die erste thailändische Zeitschrift für junge Mütter heraus. Der Schwerpunkt ihrer medizinischen Arbeit lag auf der Bekämpfung von sexuell übertragbaren Erkrankungen und der Heilung erkrankter Prostituierter. Als erste Frau Asiens gewann sie 1963 den Spirit of Achievement Award des Albert Einstein College of Medicine.

## Leben

### Herkunft und Ausbildung
Vejjabul wurde unter dem Namen Pierra Hoontrakul geboren und war das dritte Kind von Thongkich Hoontrakul und seiner polygamen dritten Ehefrau Phon He. Angesichts der Rivalitäten zwischen den verschiedenen Ehefrauen ihres Vaters war Vejjabul Zeit ihres Lebens Verfechterin der Monogamie. Eins ihrer älteren Geschwister starb während ihrer Kindheit. Als junges Mädchen erlebte sie, wie ein französischer Arzt ihrer Mutter das Leben rettete, was sie motivierte, selber Ärztin zu werden.
Als sie sieben Jahre alt war, zog ihre Familie nach Bangkok, wo Vejjabul die Saovapha Schule besuchte. 1925 erlangte sie ihren Schulabschluss an der St. Joseph Klosterschule. Ihr Wunsch, Ärztin zu werden, fand jedoch wenig Unterstützung. Ihre Bewerbung für das US-amerikanische Medical College in Bangkok wurde abgelehnt, da zu dieser Zeit Frauen nicht zum Studium zugelassen waren. Zudem weigerte sich ihr Vater, die Kosten für ihre medizinische Ausbildung zu tragen. Vejjabul reiste daher nach Saigon in Vietnam, um Französisch zu studieren. Einer Quelle zufolge lief sie mit der Unterstützung von französischen Nonnen von zu Hause weg nach Saigon, wurde jedoch von ihrem Vater zurück nach Hause gebracht.
Ein Jahr später erhielt sie die Möglichkeit, als Gouvernante für die Kinder eines thailändischen Fürstenpaares nach London zu reisen. „Ich überredete meinen Vater, mir einen Blankoscheck auszustellen, damit ich mir in London Dinge kaufen konnte. Dann setzte ich einen hohen Betrag ein und flüchtete nach Paris.“ Dort schrieb sie sich für ein Medizinstudium an der Universität von Paris ein. Um ihr Studium zu finanzieren, musste sie ihren Schmuck verkaufen und arbeitete nebenher in der Kinderbetreuung und als Aushilfe in Pariser Hotels. Auch gelang es ihr, einige Stipendien zu erhalten. Während ihres Studiums freundete sie sich mit dem Prinzen Wan Waithayakon an, der als Botschafter Thailands fungierte und sie unterstützte.
Im Jahr 1934 erwarb sie den Bachelor der Medizin. Von 1935 bis 1936 diente sie als Präsidentin der Vereinigung von Thai Studenten in Frankreich, ab 1936 stand sie der Vereinigung von Thai-Studenten in Europa vor. Im selben Jahr schrieb sie ihre Dissertation Contribution a l’ etude de l’ Hormonologie en Gynecelogie (deutsch: Beitrag zum Studium der Hormonologie in der Gynäkologie), die mit einer Silbermedaille ausgezeichnet wurde und erwarb damit den Doktortitel.

### Ärztin und Sozialreformerin
1937 kehrte Doktor Pierra Vejjabul nach Thailand zurück und wurde am 17. Juni desselben Jahres in der Abteilung Sexuell übertragbare Erkrankungen im Krankenhaus des thailändischen Gesundheitsministeriums angestellt. Durch die weit verbreitete Prostitution in Thailand fanden zahlreiche, oft unerkannte Infektionen statt. Vejjabul verschrieb sich insbesondere der Bekämpfung von Syphilis und führte ab 1947 Blutuntersuchungen ein, um die Krankheit rechtzeitig diagnostizieren zu können. Auch führte sie als erste Ärztin in Thailand Studien durch, die das Zusammenspiel von medizinischen und soziologischen Faktoren bei Infektionen untersuchten. Von 1937 bis 1939 diente sie zudem in einem Komitee des Gesundheitsministeriums, das sowohl sexuell übertragbare Erkrankungen als auch Menschenhandel von Frauen und Kindern bekämpfte. Durch ihren entschiedenen Einsatz gegen die Prostitution und ihre Bemühungen, Prostituierten einen Weg zurück in ein geregeltes Leben zu ermöglichen, war sie maßgeblich daran beteiligt, dass im Jahr 1960 ein Gesetz zum Verbot der Prostitution verabschiedet wurde.
Ein einschneidendes Erlebnis für Pierra Vejjabul war der Suizid einer jungen, ledigen Mutter, die in ihren Armen starb. Um das Problem bei der Wurzel zu packen, gründete sie im Jahr 1938 verschiedene Organisationen. Eine davon war das Institut der Sozialfürsorge für Frauen, das Prostituierte medizinisch behandeln und rehabilitieren sollte. Eine andere war die Pierra Maternity & Child Welfare Foundation. Ledige Mütter, die kein Zuhause mehr hatten, konnten dort unterkommen und erhielten je nach Bedarf kostenlose medizinische Behandlung, freie Kost und Logis und Kinderbetreuung. In ihren Einrichtungen brachte Vejjabul den Frauen Hygiene bei und bot Hilfe zur Kindererziehung an, damit Familien in einem gesunden Umfeld aufwachsen konnten. Auch half sie jungen Müttern, wieder zur Schule zu gehen und eine vollständige Ausbildung zu bekommen.
In einigen Fällen adoptierte sie Kinder, deren Eltern nicht für sie sorgen konnten. Im Jahr 1963 hatte sie auf diese Weise insgesamt 660 Kinder adoptiert, von denen in diesem Jahr 77 mit ihr in ihrem Haus lebten. Da ihre leibliche Familie sich weigerte, den adoptierten Kindern den Namen Hoontrakul zuzugestehen, erhielten sie stattdessen Pierras neuen Nachnamen Vejjabul. Einigen Quellen zufolge erhielt sie den Namen mit der Bedeutung „vollendete Ärztin“ in Anerkennung ihrer Leistungen von der Prinzessinmutter Srinagarindra, eine andere Quelle schreibt diesen Namen dem Ministerpräsidenten Plaek Phibunsongkhram zu.
Um ihr Wissen zu Hygiene und Kindererziehung besser verbreiten zu können, brachte Vejjabul 1949 die Zeitschrift Mutter und Kind heraus, die als erste Zeitschrift Thailands jungen Müttern aller Schichten Informationen und Ratschläge zukommen ließ. Auch hielt sie regelmäßig Vorträge im Radio. 1950 gründete sie die Vereinigung von Ärztinnen in Thailand. 1956 trat sie der internationalen Family Planning Association bei und gründete eine thailändische Zweigstelle. Auch diente sie im Leitungskomitee der International Union Against Venereal Diseases and Treponematosis. Bis zum Jahr 1970 reiste Pierra Vejjabul regelmäßig ins Ausland, um sich fortzubilden und an medizinischen Kongressen teilzunehmen.
Am Ende ihres Lebens hatte sie sich um mehr als 4000 Kinder gekümmert. Ihr Einsatz für deren Rechte und die von sozial Benachteiligten sowie bessere medizinische Versorgung brachte ihr von den amerikanischen Medien die Bezeichnungen „Jane Addams von Thailand“ und „Dr. Albert Schweitzer von Asien“ ein. Sie starb am 20. April 1984 im Alter von 75 Jahren und wurde eingeäschert.

## Würdigungen (Auswahl)
- 1954: Orden von Chula Chom Klao; Ehrenmedaille des Roten Kreuzes
- 24. Juni 1958: Orden des Ritters der Ehrenlegion
- 1. April 1963: Spirit of Achievement Award des Albert Einstein College of Medicine
- 1966: Ehrendoktorwürde der Ewha Womans University, Seoul
- 1980: Ehrendoktorwürde der Chulalongkorn-Universität

Im Journal of the American Medical Women’s Association wurde Pierra Vejjabul im Juli 1951 gelobt dafür, „sich Traditionen und Konventionen zu widersetzen und sowohl den Unmut ihrer Familie als auch Armut zu überwinden“. In ihrer Heimat erhielt sie sowohl den Weißen Elefantenorden als auch den Orden der Siamesischen Krone. Eleanor Roosevelt sagte 1969 über Pierra Vejjabul:

„Ich frage mich, wie viele es wagen würden, die Schwierigkeiten anzugehen, denen diese kleine Frau gegenüberstand und sie mit so viel Tapferkeit überwunden hätten, wie sie sie gezeigt hat.“